# James Walter Fairholme
James Walter Fairholme (Perth, Escocia; 10 de enero de 1821 - Isla del Rey Guillermo, c. 1848) fue un oficial y explorador escocés de la Royal Navy. Sirvió en el HMS Erebus durante la expedición Franklin de 1845, que pretendía cartografiar el Ártico canadiense, encontrar el paso del Noroeste y realizar observaciones científicas. Todo el personal de la expedición murió, principalmente en la isla del Rey Guillermo.
Nació en Kinnoull, parroquia de la ciudad escocesa de Perth, en 1821, siendo uno de los cinco hijos de Caroline Elisabeth, de soltera Forbes (nacida en 1799) y George Fairholme (1789-1846), propietario de tierras, banquero, viajero, naturalista y geólogo bíblico. Entre sus hermanos se encontraban George Knight Erskine Fairholme (1822-1889) y Elizabeth Marjory Fairholme. Por vía materna era nieto de Walter Forbes, 18º Lord Forbes.

## Carrera naval
Fairholme se alistó en la Royal Navy el 12 de marzo de 1834, a la edad de 13 años, como voluntario de primera clase a bordo del HMS Gannet, a las órdenes del capitán John Balfour Maxwell, con el que, junto con el comodoro Sir John Strutt Peyton, del HMS Madagascar, sirvió en la estación de las Indias Occidentales, parte del tiempo como guardiamarina, hasta que fue enviado como segundo al mando de un cazatesoros a la costa de África, donde naufragó el 7 de abril de 1838 y fue hecho prisionero por los moros. Sin embargo, 16 días después fue rescatado en las orillas del Senegal, mientras viajaba tierra adentro con el resto de sus compañeros, por un grupo de tropas francesas de nativos negros al mando de un oficial del gobierno. Fairholme regresó a Inglaterra y en diciembre de 1839 se unió al HMS Ganges bajo el mando del capitán Barrington Reynolds.
Después de haber participado en el bombardeo de Beirut y en las primeras operaciones de la guerra de Siria, hacia finales de 1840 se incorporó a una expedición destinada a explorar el Níger. En 1841 se embarcó como segundo a bordo del vapor Albert, al mando del capitán Henry Dundas Trotter, uno de los tres pequeños vapores enviados a explorar el río Níger. Tras remontar ese río hasta Egga, a una distancia de 350 millas del mar, regresó al castillo de Cape Coast en septiembre de 1841.
El 31 de enero de 1842, Fairholme fue ascendido al grado de teniente y en marzo de 1842 fue inválido a causa de unas fiebres tropicales. El 20 de abril de 1843 fue destinado sucesivamente al cañonero Excellent, en Portsmouth, bajo el mando del capitán Sir Thomas Hastings; el 14 de diciembre de 1844, al Superb, en Devonport, bajo el mando del capitán Armar Lowry Corry; y el 13 de marzo de 1845, al buque de exploración HMS Erebus, bajo el mando del capitán Sir John Franklin, que intentaba explorar un paso hacia el noroeste a través del estrecho de Lancaster y el de Bering.

## Expedición Franklin

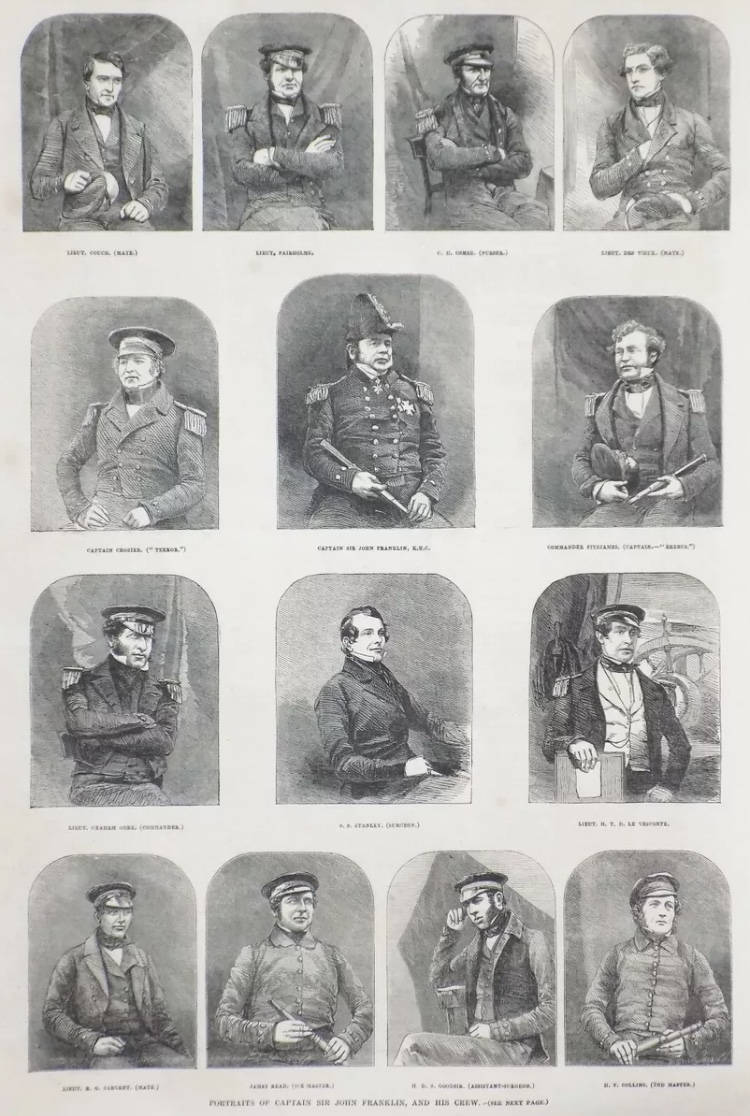
Daguerrotipo con los mandos de la expedición de John Franklin. Fairholme es el segundo por la izquierda en la primera fila.

El 13 de marzo de 1845 Fairholme se unió a la tripulación del buque descubridor HMS Erebus en su expedición de exploración del paso del Noroeste. Como teniente tercero era el quinto oficial de mayor rango a bordo después del capitán Sir John Franklin y el comandante James Fitzjames, quien lo describió como "un compañero inteligente y agradable, y un hombre bien informado".
Lady Jane Franklin encargó al fotógrafo Richard Beard fotografías en daguerrotipo de los doce oficiales superiores del HMS Erebus, entre ellos Fairholme y el capitán Francis Crozier del HMS Terror. Se tomaron a bordo del HMS Erebus en el muelle de Greenhithe el 16 de mayo de 1845, justo antes de que zarparan los barcos. En la carta de Fairholme a su padre menciona que había tenido que pedir prestada la chaqueta del comandante Fitzjames para la foto para no tener que buscar la suya. Al mismo tiempo, varios oficiales, incluido Fairholme, se hicieron un segundo daguerrotipo privado, y Fairholme menciona la sesión fotográfica en una carta escrita a su padre poco después:

Espero que Elizabeth [su hermana] haya recibido mi fotografía. Lady Franklin dijo que le parecía que me hacía parecer demasiado viejo, pero como en ese momento llevaba puesto el abrigo de Fitzjames, para ahorrarme la molestia de conseguir el mío propio, se dará cuenta de que ¡soy comandante! y tengo anclas en las charreteras, así que servirá capitalmente cuando realmente sea así.

La expedición zarpó de Greenhithe, en el condado de Kent, la mañana del 19 de mayo de 1845, con una tripulación de 24 oficiales y 110 hombres. Los barcos hicieron una breve escala en Stromness, en las Orcadas escocesas. Desde allí navegaron a Groenlandia con el HMS Rattler y un buque de transporte, el Baretto Junior, en una travesía que duró 30 días.
En las islas Whalefish de la bahía de Disko, en la costa occidental de Groenlandia, se sacrificaron 10 bueyes transportados en el Baretto Junior para obtener carne fresca que se transfirió a los buques. Los miembros de la tripulación escribieron entonces sus últimas cartas a casa, en las que se hacía constar que Franklin había prohibido los juramentos y la embriaguez. Aquí Fairholme aprovechó para escribir la última carta a su padre.

Todo bien con la expedición + muy cómodo. Lady Franklin nos ha dado, entre otros regalos, un mono de capital, que con el viejo Neptuno, un perro de Terranova y un gato, son todas las mascotas permitidas. En este momento la noche del sábado parece mantenerse en forma náutica alrededor de mi cabina, un violín tocando tan fuerte como puede + 2 o 3 canciones diferentes desde el castillo de proa. En resumen, todo parece bastante feliz...

Cinco hombres fueron dados de baja por enfermedad y enviados a casa en los buques auxiliares, reduciéndose la tripulación final a 129 hombres. A finales de julio de 1845, los balleneros Prince of Wales (capitán Dannett) y Enterprise (capitán Robert Martin) se encontraron con los navíos en la bahía de Baffin, donde esperaban buenas condiciones para cruzar el estrecho de Lancaster. La expedición nunca volvió a ser vista por los europeos. Se desconoce el destino de Fairholme, pero probablemente murió de hambre con los últimos miembros de la tripulación en 1848.
El 31 de marzo de 1854, el Almirantazgo eliminó de sus libros el nombre de Sir John Franklin y de sus oficiales y hombres, suponiendo que todos habían perecido, y se tomaron medidas para distribuir la paga atrasada a sus dependientes. Fairholme fue declarado legalmente muerto en 1858 tras una disputa legal que en su caso hubo por una gran suma de dinero dejada a James por su tío, Adam Fairholme, fallecido en 1853. El caso giraba en torno a si James Fairholme había fallecido antes que su tío o después que él. La sentencia del Tribunal, basada en las pruebas aportadas por el capitán John Rae, entre otros, fue que el teniente Fairholme había muerto antes de 1853 y, por tanto, no podía haber sobrevivido a su tío.

## Objetos
Cuando en 1854 el explorador del Ártico John Rae y su grupo de búsqueda localizaron a un grupo de inuit en la bahía Repulse, entre los objetos que les entregaron había un tenedor y una cuchara que pertenecieron a Fairholme. Los inuit dijeron que habían encontrado el material en un campamento al noroeste de la desembocadura del río Back, donde un grupo de europeos había muerto de hambre. En la cuchara también estaban rayadas las iniciales del ayudante de calafatero Cornelius Hickey. La presencia de las iniciales de los miembros de la tripulación marcadas en la cubertería de plata de los oficiales sugiere que pudo ser un intento de salvarla.
El 7 de mayo de 1859, un grupo de la Expedición de Búsqueda McClintock, dirigido por el propio Francis Leopold McClintock, compró a los inuit de Cabo Norton, en la costa este de la isla del Rey Guillermo, una cucharilla de plata con forma de violín perteneciente al teniente Fairholme, que se encuentra en la colección del Museo Marítimo Nacional de Londres.
La imagen impresa en sal de Fairholme mencionada anteriormente junto con su Medalla del Ártico 1818-1855 concedida póstumamente y un tenedor de postre de plata que llevó consigo a bordo del HMS Erebus en 1845 forman parte de la Colección del teniente James Walter Fairholme en la colección del Museo Canadiense de la Historia.
En 2019, buzos de Parks Canada, la agencia estatal encargada del cuidado de los parques nacionales de Canadá, encontraron y sacaron a la superficie un par de charreteras de teniente, probablemente del uniforme de gala de Fairholme, situadas en su camarote en el pecio del Erebus.

## Legado
Fairholme es uno de los desaparecidos que figuran en el monumento a Franklin erigido en Waterloo Place (Londres), en 1866. Con la inscripción "Al gran navegante ártico y a sus valientes compañeros que sacrificaron sus vidas para completar el descubrimiento del Paso del Noroeste. A.D. 1847 - 8", su nombre figura en el zócalo del "Erebus".
Aparece como personaje en la novela de 2007, The Terror de Dan Simmons, un relato ficticio de la expedición perdida de Franklin, así como en la adaptación televisiva de 2018, donde, sin embargo, el destino del personaje es distinto. En el libro muere asesinado por el tuunbaq durante el carnaval de invierno del barco, mientras en la serie, el capitán Crozier le pone al mando de un grupo de trineos con el objetivo de llegar a Fort Resolution, para conseguir ayuda. Más tarde se descubre que Fairholme y sus hombres sólo consiguieron recorrer 18 millas antes de ser asesinados por el tuunbaq, descubriéndose sus cabezas cortadas en la nieve.